# Histoire du cheval en Afrique du Nord

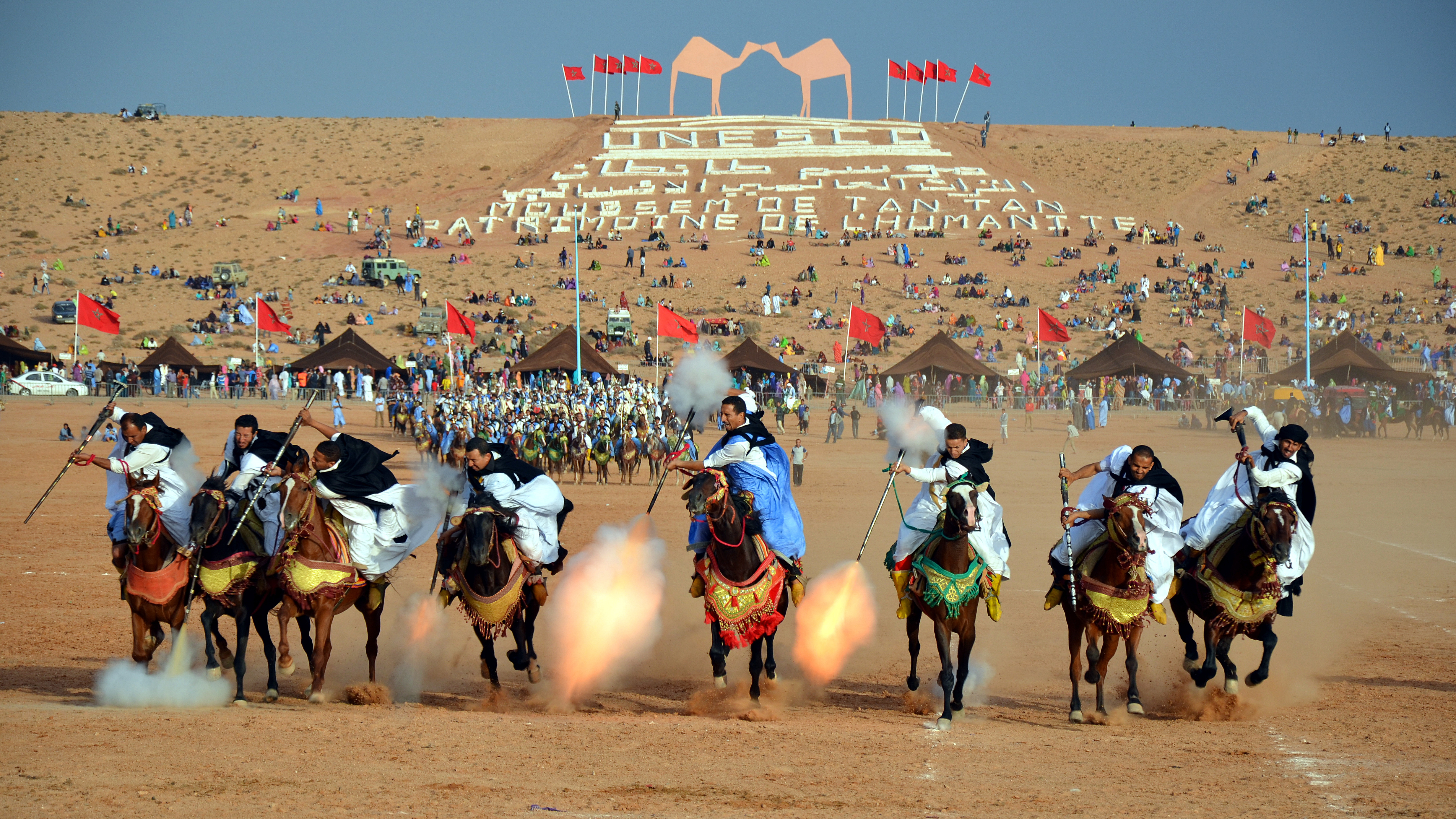
Fantasia du moussem de Tan-Tan au Maroc.

L′histoire du cheval en Afrique du Nord, débute par une possible présence préhistorique controversée, puis se poursuit avec l'introduction du cheval domestique en Égypte antique. 

## Sources
D'après l'éditeur Jean-Louis Gouraud, l'histoire du cheval en Afrique est notoirement méconnue et difficile à étudier, tant en raison de la fantaisie des sources que d'une certaine incompétence des historiens, qu'ils soient européens ou africains.

## Préhistoire et Antiquité

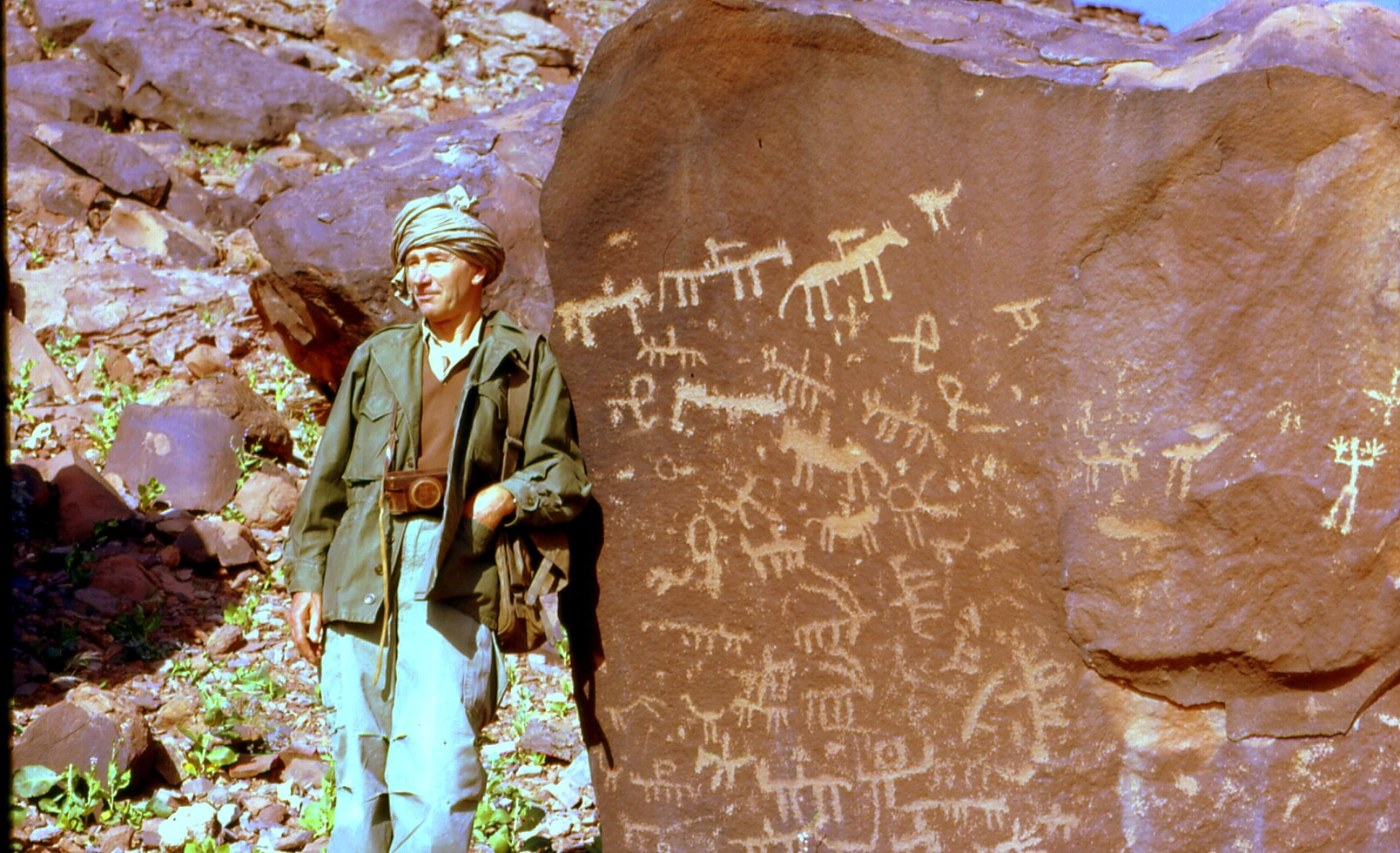
Henri Lhote près des fresques du Tassili, représentant de grands quadrupèdes.

Le cheval domestique (equus ferus caballus) n'est pas natif du continent africain. Du fait de la position géographique de l'Afrique du Nord, les migrations de chevaux ne peuvent avoir que deux origines : depuis l'Est (Égypte, Soudan...), ou bien depuis le Nord, en traversant le détroit de Gibraltar.
La paléontologue algérienne Yasmina Chaïd-Saoudi, lors du premier colloque international sur le cheval Barbe organisé par l'Organisation mondiale du cheval barbe (OMCB) en 1987 à Alger, puis dans un article publié par ce même organisme en 2006, fait remonter l'origine du cheval sauvage à la présence d′Equus caballus algericus avant la fin des temps préhistoriques, puis aux gravures rupestres retrouvées dans l'Atlas saharien vers 9 000 ans avant J.-C.. Le préhistorien Henri Lhote estime que les fresques du Tassili attestent une présence du cheval dans le Maghreb remontant à 5 000 ans av. J.-C., interprétation qui a depuis été contestée. D'après cette théorie controversée, le cheval sauvage aurait vécu en Afrique du Nord depuis la fin du Paléolithique, avant de disparaître au Néolithique. Des gravures rupestres retrouvées dans le Sahara occidental attesteraient de la présence de chevaux sauvages dans cette région au Néolithique. Cependant, d'autres chercheurs, dont l'historien Gabriel Camps, estiment qu'il s'agit de représentations d'autres équidés que le cheval, notamment d'onagres ou de zèbres,.
Environ 1 200 ans av. J.-C., le cheval domestique est introduit par des peuples humains dont l'origine reste à déterminer. Ce cheval domestique est introduit à partir de l'Asie. Les premières preuves d'usage du cheval domestique sur le continent africain remontent à l'Égypte antique, sous l'influence des Hyksôs,. L'animal est vraisemblablement introduit en Afrique du Nord par les marchands phéniciens. Henri Lhote a découvert des fresques de chars dans le Tassili, au milieu du Sahara, dont les plus vieilles remontent à plus d'un millénaire avant l'ère chrétienne. Des gravures rupestres de chevaux, datées des époques bovidienne et paléoberbère, ont été découvertes dans l'Aïr méridional, notamment à Isokenwali et Eknaouene. Au IVe siècle av. J.-C., les « Éthiopiens » du Sahara occidental connaissent vraisemblablement le cheval et le char. De nombreuses gravures et peintures rupestres suggèrent une présence importante du cheval dans le Sahara occidental et central durant l'Antiquité.